# Xian de Zhenfeng
Le xian de Zhenfeng (贞丰县 ; pinyin : Zhēnfēng Xiàn) est un district administratif de la province du Guizhou en Chine. Il est placé sous la juridiction de la préfecture autonome buyei et miao de Qianxinan.

## Démographie
La population du district était de 327 848 habitants en 1999.